# José Toro
José Toro (ur. ?, zm. ?) – boliwijski piłkarz grający na pozycji napastnika.

## Kariera reprezentacyjna
José Toro grał w reprezentacji Boliwii w latach dwudziestych. W 1927 roku grał na turnieju Copa América 1927. Boliwia zajęła czwarte, ostatnie miejsce, a Toro zagrał w dwóch meczach z Urugwajem i Peru.